# Deir Sammit
Deir Sammit (arab. ‏دير سامت‎) – palestyńskie miasto położone w muhafazie Hebron, w Autonomii Palestyńskiej. Według danych szacunkowych Palestyńskiego Centralnego Biura Statystycznego w 2016 roku miejscowość liczyła 8237 mieszkańców